# Michalina Adamska
Michalina Adamska z domu Skorupińska (ur. 19 sierpnia 1883 w Warszawie, zm. 3 lutego 1946 w Warszawie) – polska działaczka socjalistyczna.
Córka Jana, ślusarza, uczestnika powstania styczniowego. Ukończyła 3 klasy szkoły elementarnej. W 1900 r. wyszła za mąż za Wacława Adamskiego, któremu w latach rewolucji 1905–1907 pomagała w pracy konspiracyjnej. W 1907 r. wyjechała wraz z dziećmi, dobrowolnie, za zesłanym mężem na Syberię. Powróciła w 1911 r. Pracowała dorywczo jako krawcowa; zajmowała się domem i wychowaniem dzieci. Pod koniec lat 20. wstąpiła do PPS. Współorganizowała kampanie wyborcze w 1928 i 1930. W jej mieszkaniu był punkt rozdzielczy odezw i ulotek wyborczych. Aktywistka Koła RPTD w dzielnicy Wola w Warszawie. W latach 1935–1936 była współzałożycielką, a następnie członkiem zarządu Koła Kobiet, a także współorganizatorką Koła Młodzieży Socjalistycznej przy Stowarzyszeniu byłych Więźniów Politycznych w Warszawie. W 1938 wybrana do Zarządu Wydziału Kobiecego przy WOKR PPS. Podczas okupacji hitlerowskiej straciła czworo dzieci i męża. Po powstaniu warszawskim wysiedlona z Warszawy, przebywała wraz z synem Waldemarem w Mościcach. W sierpniu 1945 r. powróciła do Warszawy, gdzie utrzymywała się z klejenia torebek do artykułów spożywczych. Wkrótce zmarła.